# أنجيتا (أسطورة)
أنجيتا (بالإنجليزية: Angitia) أو إلهة الثعابين، في الميثولوجيا اليونانية، هي ربة أفعى عبدت في مارسي، وهي قبيلة في إيطاليا الوسطى.

## الميثولوجيا
كانت أنجيتا إلهة الثعابين وساحرة الأفعى وسحر الشفاء بين قبيلة مارسي، وهي قبيلة لاتينية كانت تعيش في المنطقة الجبلية لإيطاليا التي تُعرف اليوم باسم أبروتسو. اندمجت قبيلة مارسي في التحالف الروماني الأصلي في وقت مبكر من التاريخ الروماني وسرعان ما استوعبت الجمهورية المتنامية لغتهم وثقافتهم، لكن أنجيتا نجت في شكلها الأصلي عبر القرون الطويلة من الهيمنة الرومانية. تم بناء معبد كبير لها على شواطئ بحيرة فوسينوس (بحيرة كبيرة تم تجفيفها في القرن التاسع عشر).
روما القديمة أيضًا منحت الثعابين مكانة مميزة، وتعتبر الإلهة الرومانية أنجيتيا تجسيدًا تاريخيًا لمكانة الثعابين على مر العصور، تلك الإلهة كانت ترتدي الثعابين على كتفيها وحول رقبتها وتستمد قوتها منها، تلك القوة التي جعلت منها إلهة الشفاء في روما القديمة.

عُرف عن أنجيتيا أو إلهة الثعابين قدرتها الخارقة على الشفاء، وذلك باستخدام سم الثعابين وطاقتها، بجانب الأعشاب الطبيعية، وبقدرتها الأسطورية على ممارسة السحر من أجل الخير والشفاء، ولازالت آثار روما تحتفظ بنقوش لتلك الإلهة في أكثر من مكان، مثل معبد بعلبك الروماني بلبنان، وقد جسدتها النقوش وهي حاملة الثعابين على كتفيها كسلاح لا يفارقها.

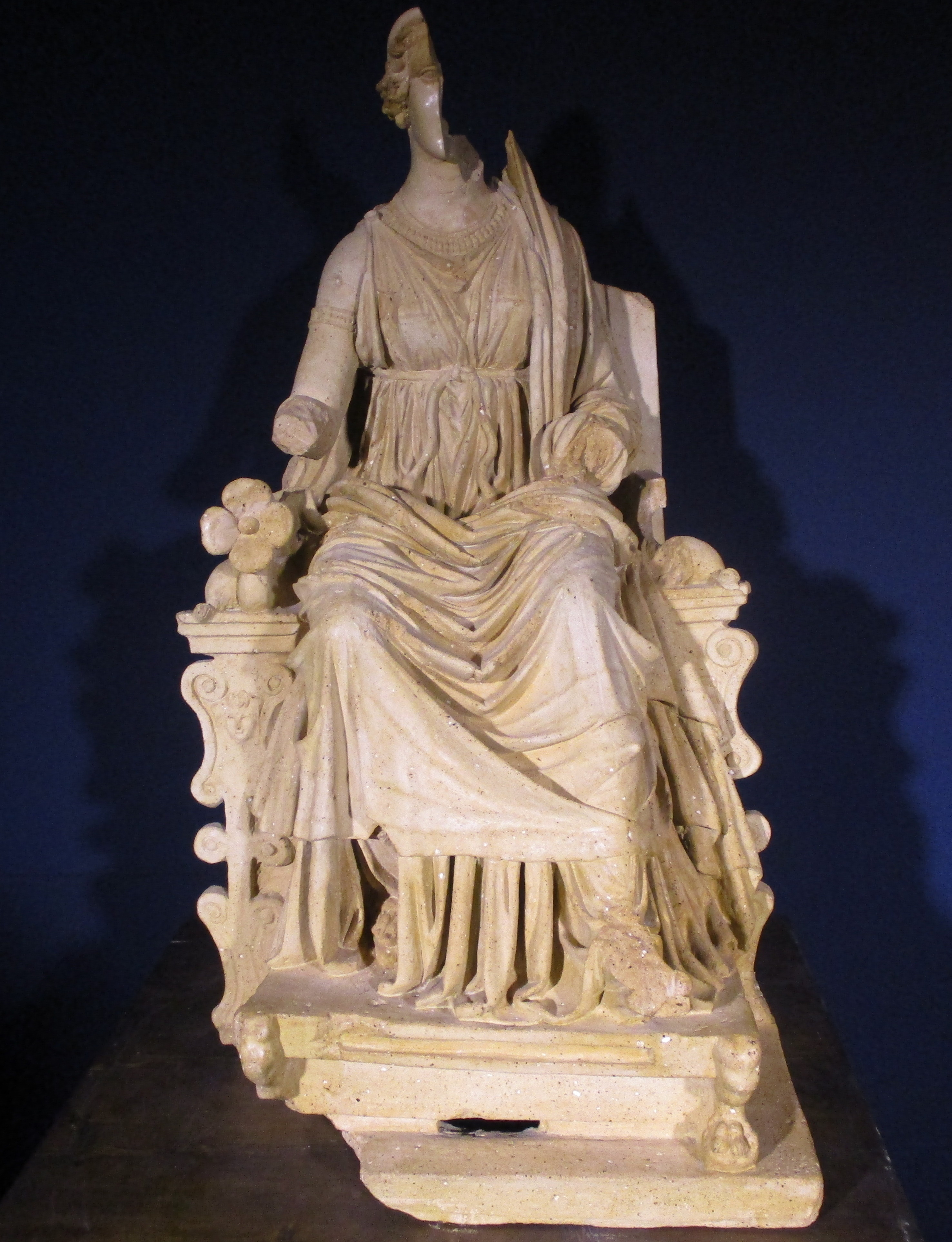
إيطاليا: تمثال مفترض للإلهة أنجيتا

كانت مرتبطة في العصور القديمة مع سحر الثعابين، وكانت أنجيتا واحدة من بنات إيتيس الثلاث، إلى جانب مديا وسرس، وهما من أشهر ساحرات الأساطير اليونانية. عاشت أنجيتا في المنطقة المحيطة ببحيرة فوتشين ومتخصصة في علاج لدغات الثعابين.
اشتق الرومان اسمها من أنغيس، "الثعبان"، ومن هنا جاء شكل أنجيتا. نظرًا لأن الثعابين كانت مرتبطة غالبًا بفنون الشفاء في العصور القديمة، يُعتقد أن أنجيتا كانت إلهة ثور ماتورجي أساسًا. كانت تتمتع بسلطات السحر والسحر والدواء باعتبارهما مكملين في العالم القديم، وكانت بارعة في فن الشفاء الإعجازي والأعشاب، خاصة عندما يتعلق الأمر بسلع الثعابين. وقد نسب إليها مجموعة واسعة من الصلاحيات على الثعابين، بما في ذلك القدرة على قتل الثعابين بلمسة واحدة.